# Sanna Marin
Sanna Mirella Marin (Helsínquia, 16 de novembro de 1985) é uma política finlandesa. Filiada ao Partido Social-Democrata, serviu como primeira-ministra da Finlândia de dezembro de 2019 até junho de 2023. Integra ainda o Parlamento Finlandês desde 2015 e atuou como ministra dos Transportes e Comunicações entre 6 de junho a 10 de dezembro de 2019. Após a renúncia de Antti Rinne, Marin foi eleita primeira-ministra em 8 de dezembro de 2019, tornando-se a mais jovem governante de seu país.
Como primeira-ministra, Marin liderou a resposta governamental contra a Pandemia de COVID-19 ao declarar estado de emergência. Ela condenou a Invasão da Ucrânia pela Rússia e foi uma das mais fervorosas apoiadoras do esforço de guerra ucraniano. Junto com o presidente Sauli Niinistö, ela liderou a empreitada para a entrada da Finlândia na OTAN em maio de 2022. Na eleição parlamentar de 2023, seu partido acabou derrotado, forçando a renúncia dela em junho do mesmo ano.
Ao longo de seu mandato, ela também enfrentou críticas, principalmente devido a uma sessão de fotos em outubro de 2020 e vídeos vazados de festas privadas. Ela foi chamada pela Australian Broadcasting Corporation como "o ícone da liderança progressista".

## Biografia

### Início da vida e educação
Sanna Mirella Marin nasceu a 16 de novembro de 1985 em Helsínquia. Ela também viveu em Espoo e Pirkkala antes de se mudar para Tampere. Seus pais separaram-se quando ela era ainda muito nova; a família enfrentava problemas financeiros e o pai de Marin, Lauri Marin, lutava contra o alcoolismo. Depois de que seus pais biológicos terem separado-se, Marin foi criada por sua mãe e pela parceira dela.
Marin formou-se na Escola de Ensino Médio de Pirkkala em 2004, aos 19 anos de idade. Marin ingressou na Juventude Social-Democrata em 2006 e foi sua primeira vice-presidente de 2010 a 2012. Ela trabalhou numa padaria e como operadora de caixa durante os seus estudos, graduando-se como bacharel e mestre em Ciências Administrativas pela Universidade de Tampere.

## Carreira política
A carreira política de Marin foi descrita pela BBC como "começando aos 20 anos", nos anos que se seguiram à sua formatura do ensino médio e ao início de sua afiliação com a Juventude Social Democrata. Inicialmente, ela concorreu sem sucesso à eleição para o Conselho da Cidade de Tampere, mas foi eleita nas eleições de 2012. Ela se tornou presidente do Conselho Municipal em poucos meses, ficando no cargo de 2013 a 2017. Em 2017, ela foi reeleita para o Conselho. Ela ganhou destaque pela primeira vez depois que os videoclipes de suas reuniões contenciosas foram compartilhados no YouTube.
Marin foi eleita segunda vice-presidente do Partido Social Democrata (SDP) em 2014. Em 2015, foi eleita para o Parlamento finlandês como deputada do distrito eleitoral de Pirkanmaa. Quatro anos depois, ela foi reeleita. Em 6 de junho de 2019, ela se tornou Ministra dos Transportes e Comunicações.
Em 23 de agosto de 2020, Marin foi eleita presidente do Partido Social-Democrata, sucedendo Antti Rinne.

### Primeira-ministra da Finlândia (2019–2023)

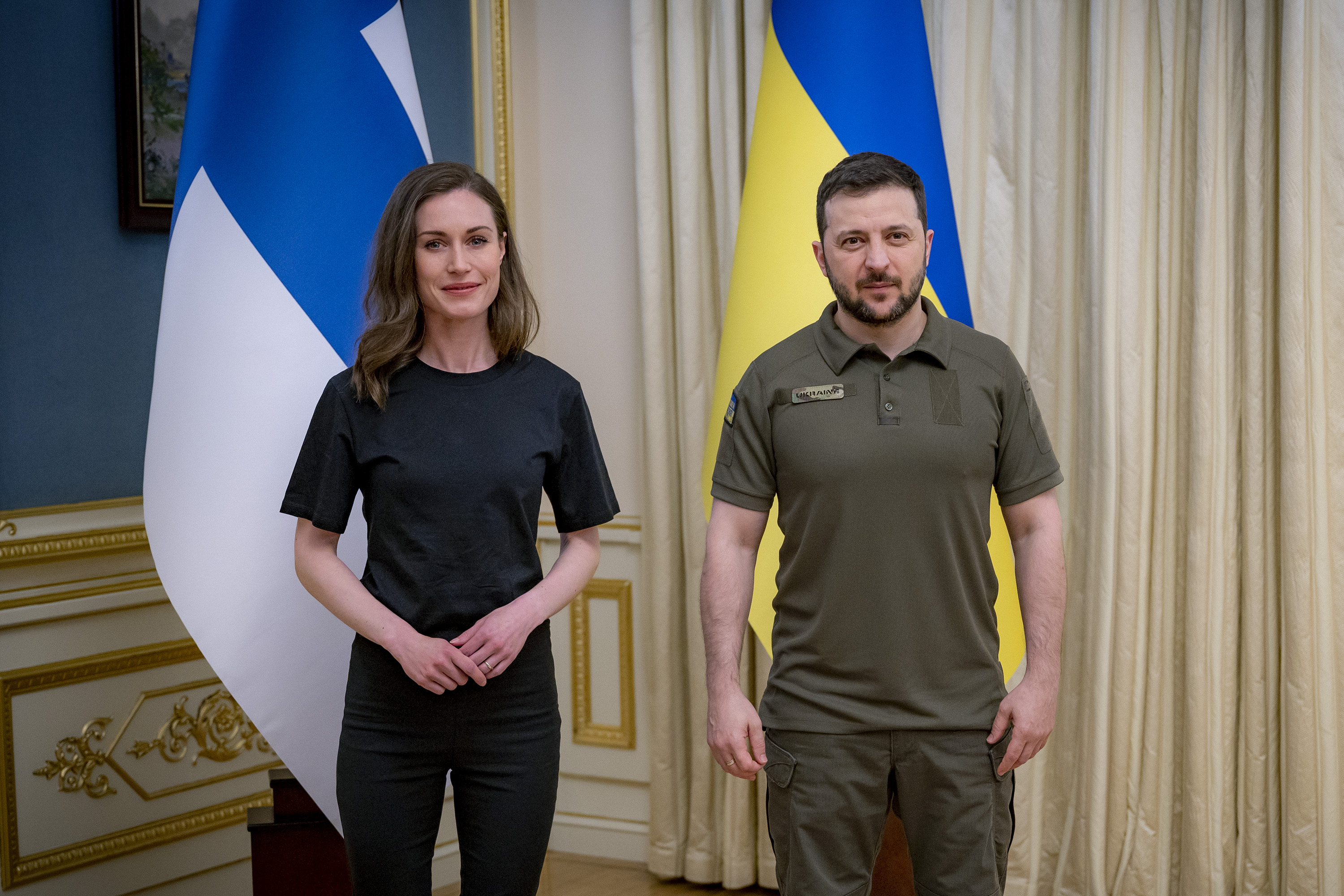
Marin e o presidente ucraniano Volodymyr Zelensky em 26 de maio de 2022.

Em dezembro de 2019, Marin foi nomeada pelo Partido Social Democrata para suceder Antti Rinne no cargo de primeira-ministra da Finlândia, mas Rinne permaneceu formalmente líder do partido até junho de 2020. Em uma votação estreita, Marin venceu Antti Lindtman.
A maioria dos ministros em seu gabinete de cinco partidos são mulheres, 12 entre 19 na época da formação do gabinete. Ela é a terceira mulher a ser chefe de governo na Finlândia, depois de Anneli Jäätteenmäki e Mari Kiviniemi.
Após sua confirmação pelo Parlamento aos 34 anos, ela se tornou a mais jovem primeira-ministra da Finlândia e a mais jovem líder de Estado até que Sebastian Kurz superou esse título em janeiro de 2020.
Durante a pandemia de COVID-19 em 2020, o gabinete de Marin invocou o estado de emergência na Finlândia para aliviar a epidemia.
Quando o primeiro-ministro sueco Stefan Löfven não pôde comparecer a uma reunião do Conselho Europeu em outubro de 2020 por causa do funeral de sua mãe, Marin interveio para representar a Suécia. Em troca, Marin pediu a Löfven que representasse a Finlândia em uma reunião do Conselho no final daquele mês.
Após as eleições gerais de 2023, onde seu partido se saiu como apenas o terceiro mais votado, ela acabou perdendo o cargo de primeira-ministra dois meses mais tarde.

## Vida pessoal
Em janeiro de 2018, Marin e seu noivo, Markus Räikkönen, tiveram uma filha, Emma. Em agosto de 2020, Marin e Räikkönen se casaram na residência oficial do primeiro-ministro, a Kesäranta. Divorciaram-se em maio de 2023.
Sua residência permanente é no distrito de Kaleva, em Tampere, mas durante a pandemia COVID-19, eles residiram na Kesäranta.
Marin se descreve como vindo de uma "família arco-íris", já que foi criada por mães do mesmo sexo. Ela foi a primeira pessoa da família a frequentar a universidade. Marin é vegetariana.
Em outubro de 2020, Marin participou de uma sessão de fotos para a revista finlandesa Trendi em que vestia um blazer sem nada por baixo. Gerou muita controvérsia pública, com críticos acusando-a de falta de gosto e de degradar o seu cargo, e outros defendendo-a e acusando os críticos de sexismo.

## Prêmios
Marin estava na lista 100 Mulheres da BBC anunciada em 23 de novembro de 2020. Em 9 de dezembro de 2020, Marin foi selecionada pela Forbes para ocupar a 85.ª posição na lista das 100 mulheres mais poderosas do mundo. Em 2020, ela se tornou uma Jovem Líder Global (Young Global Leader) do Fórum Econômico Mundial. Sanna Marin foi escolhida para a capa da edição temática “Time100 Next” da prestigiosa revista Time, que apresenta uma centena de líderes mais influentes de uma variedade de setores e em todo o mundo.